# Petar Kirov
Petar Kirov ( bulgare : Петър Киров), né le 17 septembre 1942 à Kalchevo, dans le district de Yambol, est un lutteur bulgare pratiquant la lutte gréco-romaine.
Il possède l'un des palmarès les plus prestigieux de son pays, dans sa discipline : deux titres olympiques (1968 à Mexico et 1972 à Munich), deux titres mondiaux et quatre titres européens. Il a remporté onze fois le tournoi international "Nikola Petrov" et a été désigné "sportif de l'année" dans son pays en 1970 et 1971. 

## Biographie
Petar Kirov ne pratique la lutte ni dans son enfance ni même dans son adolescence, en raison d'une taille et d'un poids modestes. Après sa scolarité, il sert dans l'armée puis travaille comme machiniste dans une usine. Il ne commence à pratiquer la lutte qu'à l'âge de 21 ans, avec comme entraîneur Panteleï Boev. Deux ans plus tard, il est champion de Bulgarie puis champion des Balkans. Cinquième du championnat d'Europe en 1966, il s'impose dans cette même compétition l'année suivante, devenant le premier Bulgare champion d'Europe de lutte gréco-romaine. En 1968, il se classe second. Il remporte la même année son premier titre olympique, dans la catégorie des moins de 52 kg, en battant en finale le soviétique Vladimir Bakulin. Il conserve son titre olympique à Munich, où il domine largement ses adversaires. Sélectionné pour les Jeux olympiques de Montréal en 1976, il doit se retirer dès le début du tournoi en raison d'une blessure. 
Il met un terme à sa carrière de lutteur et passe des diplômes, jusqu'au doctorat, dans le domaine des sciences de l'éducation et du sport. Il mène alors une carrière d'enseignant et d'entraîneur, dans sa discipline. Il préside la fédération bulgare de lutte de 1991 à 1993.